# Comité Olímpico Uruguayo

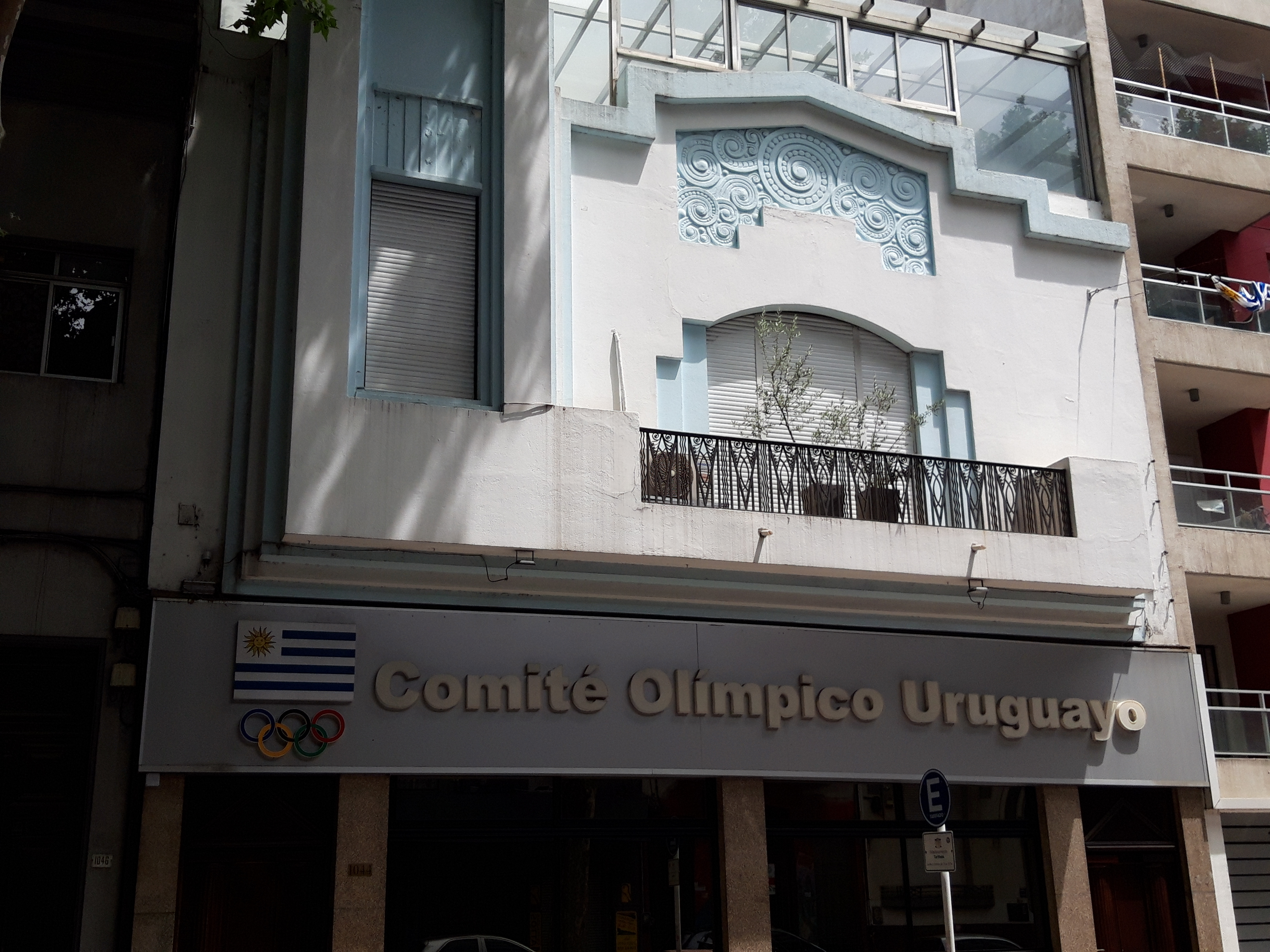
Sede del Comité Olímpico Uruguayo

El Comité Olímpico Uruguayo (COU) es la entidad que atiende en el país todo lo relacionado con la aplicación de los principios que conforman la Carta Olímpica, conjunto de normas y reglamentaciones del Comité Olímpico Internacional (COI) que rigen al Movimiento Olímpico en el mundo, y también en su relacionamiento con la Organización Deportiva Panamericana (ODEPA), la Asociación de Comités Olímpicos Nacionales (ACNO) y la Organización Deportiva Sudamericana (ODESUR).
Fue fundado el 27 de octubre de 1923, y es una entidad civil sin fines de lucro, desvinculada por normas estatutarias de todo tipo de influencia económica, política, religiosa y racial. 
Su presidente es Julio César Maglione, cargo que ocupa desde 1987. En 2020 fue reelecto para el periodo 2020-2024.

## Federaciones nacionales afiliadas al COU
| - Confederación Atlética del Uruguay - Federación Uruguaya de Basketball - Federación Uruguaya de Bochas - Federación Uruguaya de Boxeo - Asociación Uruguaya de Bowling - Federación Uruguaya de Canotaje - Federación Ciclista Uruguaya - Federación Uruguaya de Deportes Ecuestres - Federación Uruguaya de Esgrima - Asociación Uruguaya de Fútbol - Federación Uruguaya de Fútbol de Salón - Federación Uruguaya de Gimnasia - Federación Uruguaya de Handball - Federación Uruguaya de Hockey sobre Césped - Federación Uruguaya de Judo - Confederación Uruguaya de Karate - Federación Uruguaya de Levantamiento de Potencia | - Federación Uruguaya de Lucha Amateur - Federación Uruguaya de Natación - Federación Uruguaya de Patín y Hockey - Federación Uruguaya de Pelota - Federación Uruguaya de Pentahlon Moderno - Federación Uruguaya de Pesas - Federación Uruguaya de Remo - Federación Uruguaya de Rugby - Federación Uruguaya de Taekwondo - Asociación Uruguaya de Tenis - Federación Uruguaya de Tenis de Mesa - Federación Uruguaya de Tiro - Federación Uruguaya de Tiro con Arco - Unión de Triathlon del Uruguay - Federación Uruguaya de Voleibol - Federación Uruguaya de Ajedrez - Yacht Club Uruguayo |